# Jamal Olasewere
Jamal Olasewere (Silver Spring, Maryland, 16 de septiembre de 1991) es un baloncestista estadounidense de ascendencia nigeriana con la doble nacionalidad que pertenece a la plantilla del Eurobasket Roma de la Serie A2 italiana. Con 2,01 metros de estatura, juega en la posición de alero.

## Trayectoria deportiva

### Universidad
Jugó tres temporadas con los Blackbirds de la Universidad de Long Island en Brooklyn, en las que promedió 14,4 puntos, 7,4 rebotes y 1,3 asistencias por partido, En sus dos últimas temporadas fue incluido en el mejor quinteto de la Northeast Conference, y en 2013 fue además elegido Jugador del Año.

### Profesional
Tras no ser elegido en el Draft de la NBA de 2013, fichó por el equipo italiano del Guerino Vanoli Basket, pero en el reconocimiento médico le detectaron un problema cardíaco por lo que fue delarado inapropiado para el desarrollo de cualquier actividad física.
Tuvo que pasar un año hasta que en agosto de 2014 fichó por el RBC Verviers-Pepinster de la liga belga, con los que jugó una temporada en la que promedió 11,0 puntos y 4,8 rebotes por partido.
En agosto de 2015 fichó por el Pallacanestro Virtus Roma de la Serie A2 italiana, donde jugó una temporada, promediando 14,1 puntos y 7,7 rebotes por partido.
En septiembre de 2016 fichó por el Hapoel Ramat Gan Givatayim de la Liga Leumit, la segunda división del baloncesto israelí.